# Barre de méandre

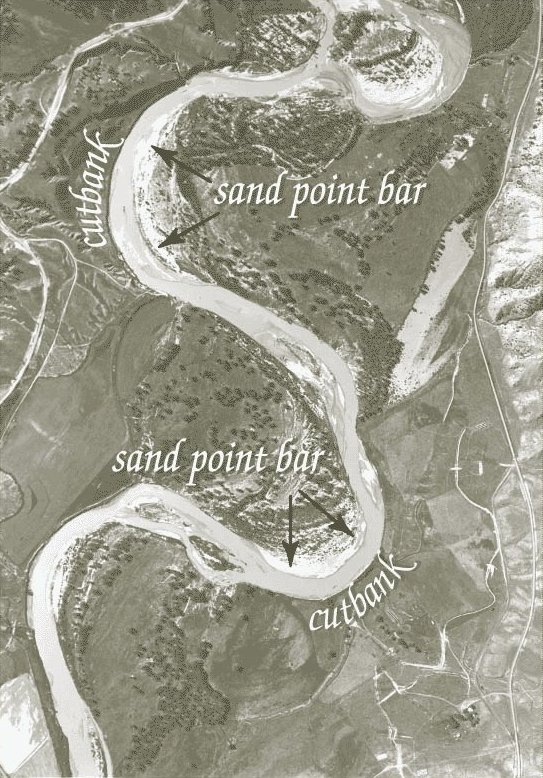
Érosion de la berge concave et dépôt d’une barre de méandre sur la rivière Powder dans le Montana.

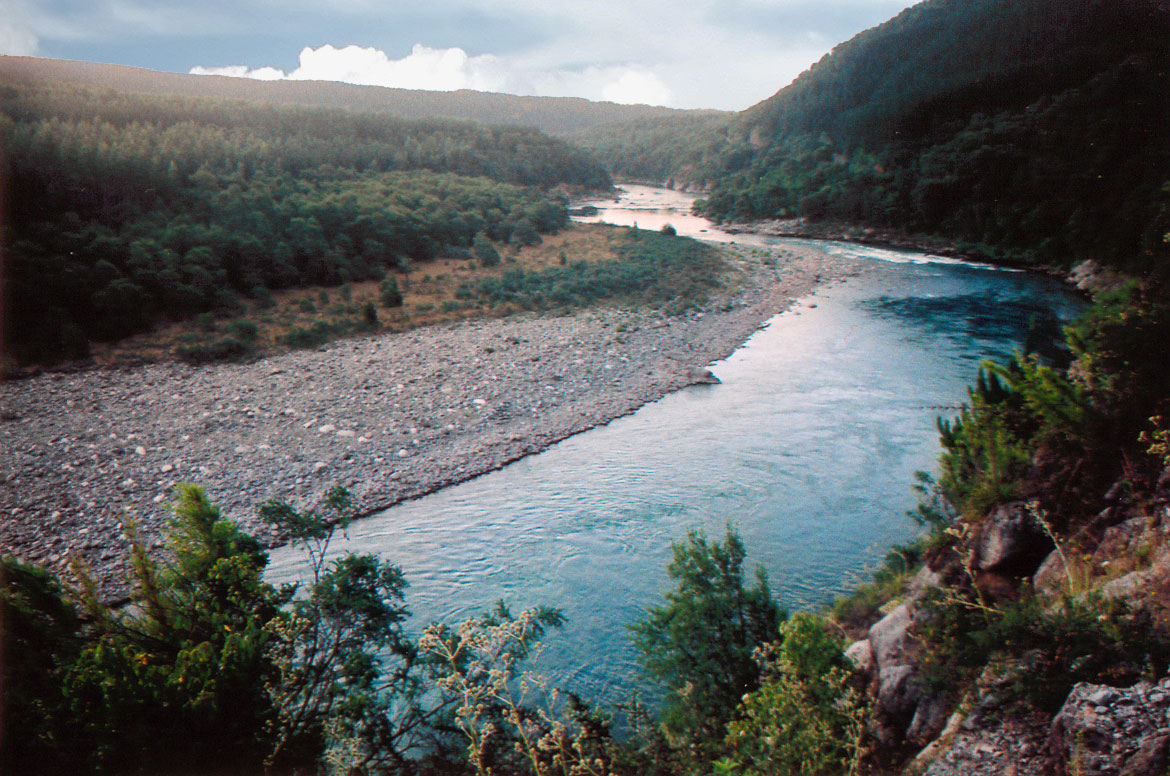
Barre de méandre à gauche.

Une barre de méandre est une accumulation de dépôt d’alluvions sur le coude intérieur d’un méandre de cours d'eau le long de la berge convexe. Les barres de méandres se trouvent en abondance dans les rivières à méandres et sinueuses. Elles prennent la forme d’un croissant et sont situées à l'intérieur des virages de l’écoulement. Les barres de méandres sont très similaires dans leur formation et composition aux îles fluviales bien que souvent plus petites.
Les barres de méandre sont composées de sédiments bien triés qui reflètent les capacités de transport solide de la rivière. Les barres de méandre présentent une pente très peu marquée et une élévation à peine supérieure au niveau de l'eau. En raison de ces propriétés, ces bancs d’alluvions sont souvent inondés. Lors de ces crues, du bois flotté et d'autres débris peuvent s’accumuler sur les barres de méandres. En raison de leur topographie plane à proximité de l’eau et du fait que la vitesse de l'eau est lente et l’eau peu profonde, elles sont des lieux de repos populaires des plaisanciers et des adeptes de sports d’eau. Toutefois, le camping sur une barre de méandre peut être dangereux. En présence d’une crue soudaine, une faible augmentation du niveau de l’eau suffit à submerger les bancs de dépôts alluvionnaires et un éventuel camping peut être rapidement emporté dans les flots.
Une barre de méandre le long de la berge convexe est une zone de dépôt tandis que la berge concave est une zone d'érosion.
Les barres de méandre se forment en raison des écoulements secondaires qui apparaissent dans les méandres. Le courant hélicoïdal affouille la berge concave et balaye le sable, le gravier et les petites pierres latéralement en travers du plancher du cours d’eau vers la berge convexe et transfère ainsi le matériel érodé vers la zone de dépôt. Cela explique la dissymétrie du profil des rivières dans les courbes : la berge concave est presque verticale lorsque la berge convexe présente une pente douce.

## Formation

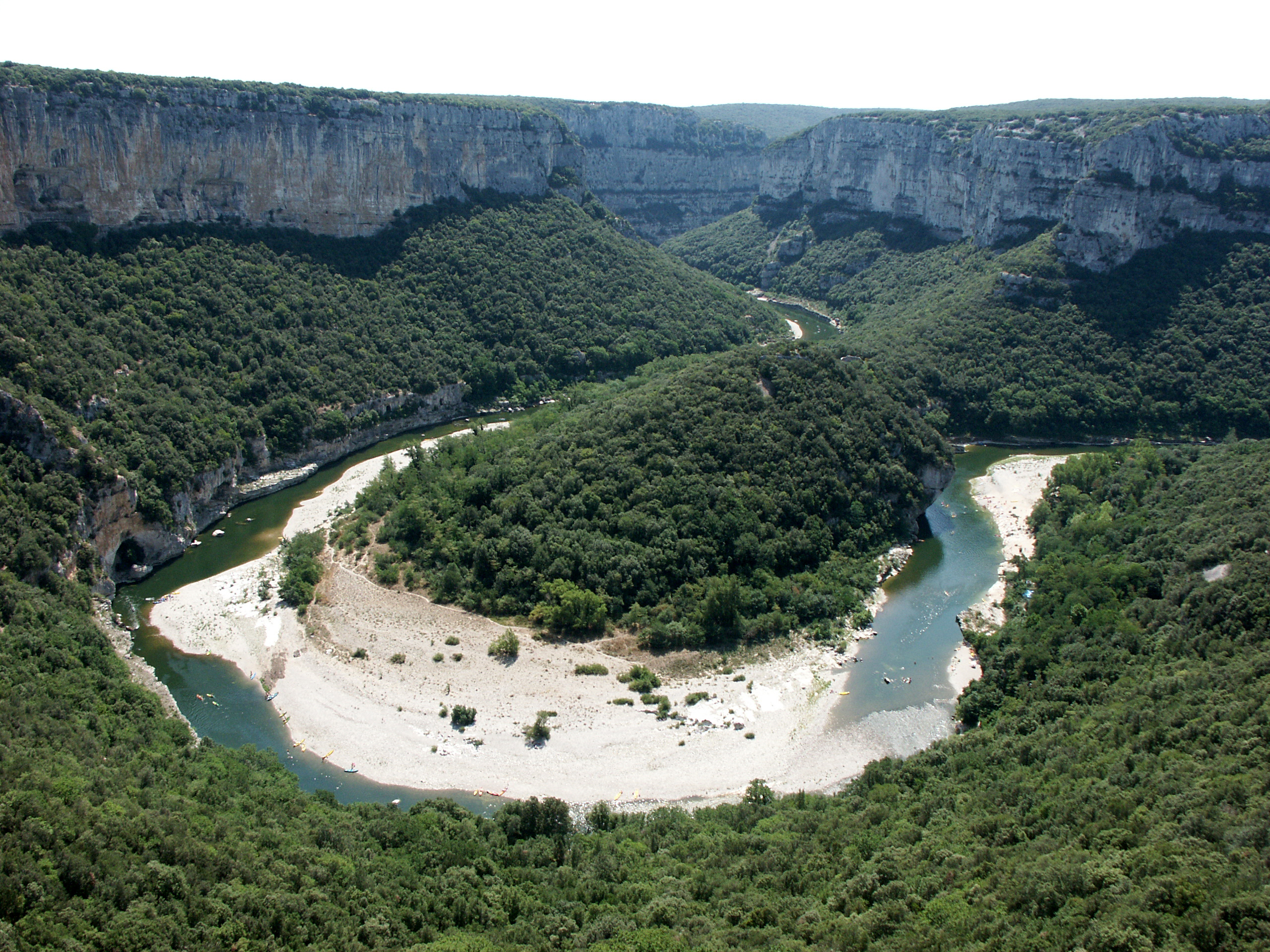
Barre de méandre dans le cirque de la Madeleine des Gorges de l'Ardèche, France.

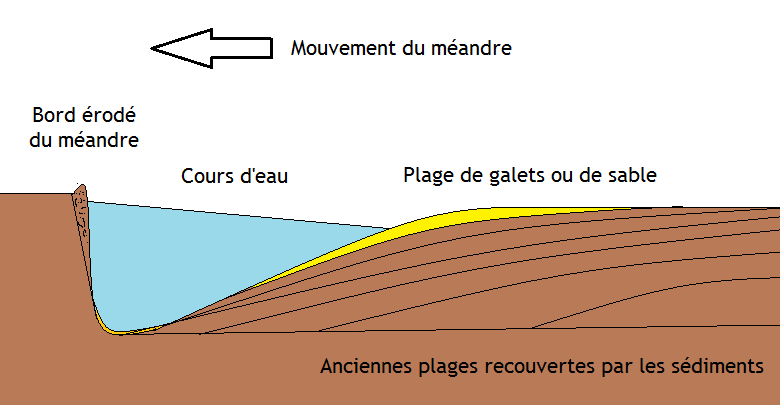
Évolution d'un méandre par érosion et dépôt.

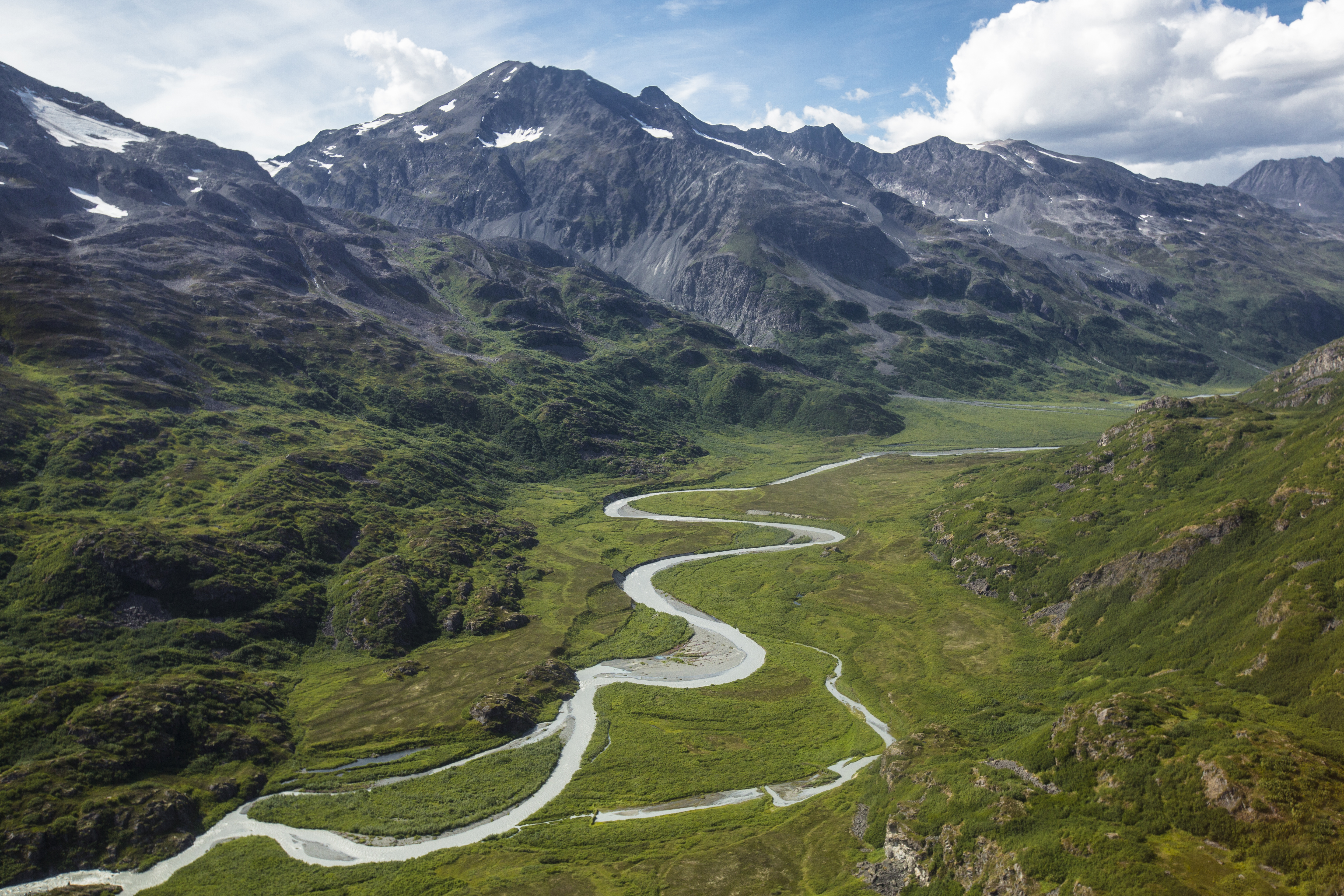

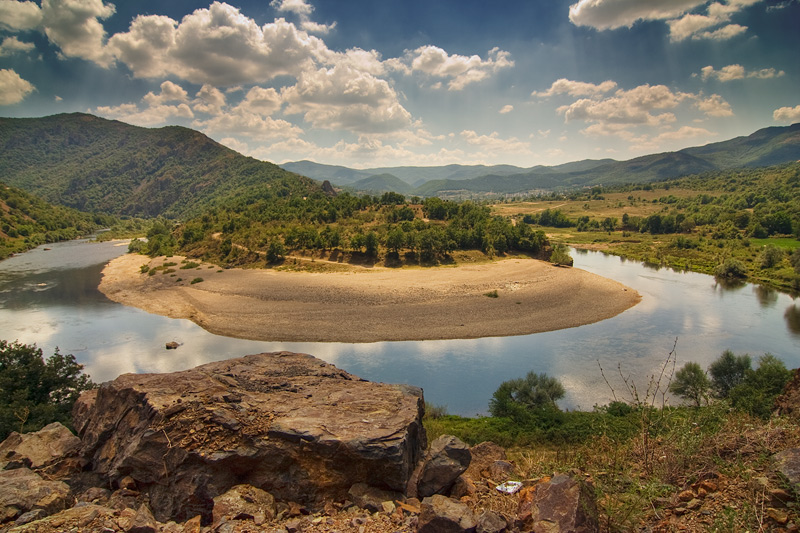
Barre de méandre nettement visible le long de la berge convexe.

La formation d’une barre de méandre se produit en plusieurs étapes distinctes. La barre de méandre initiale est composée principalement d’une plateforme de sédiments grossiers et est adjacente à la berge convexe d'un méandre en migration vers l’extérieur de sa courbe. Cette plateforme est la base sur laquelle se développe une bande de sédiments plus fins transportés par suspension sustentation. Avec une sédimentation continue, la barre de méandre se développe et voit éventuellement le développement de végétation qui va fixer les sédiments et transformer la barre de méandre en plaine inondable non mobilisable par les crues. La formation des barres de méandre dépend de différents paramètres parmi lesquels on peut retenir la pente hydraulique, la rugosité, la capacité de transport solide ou encore le rayon de courbure du méandre.

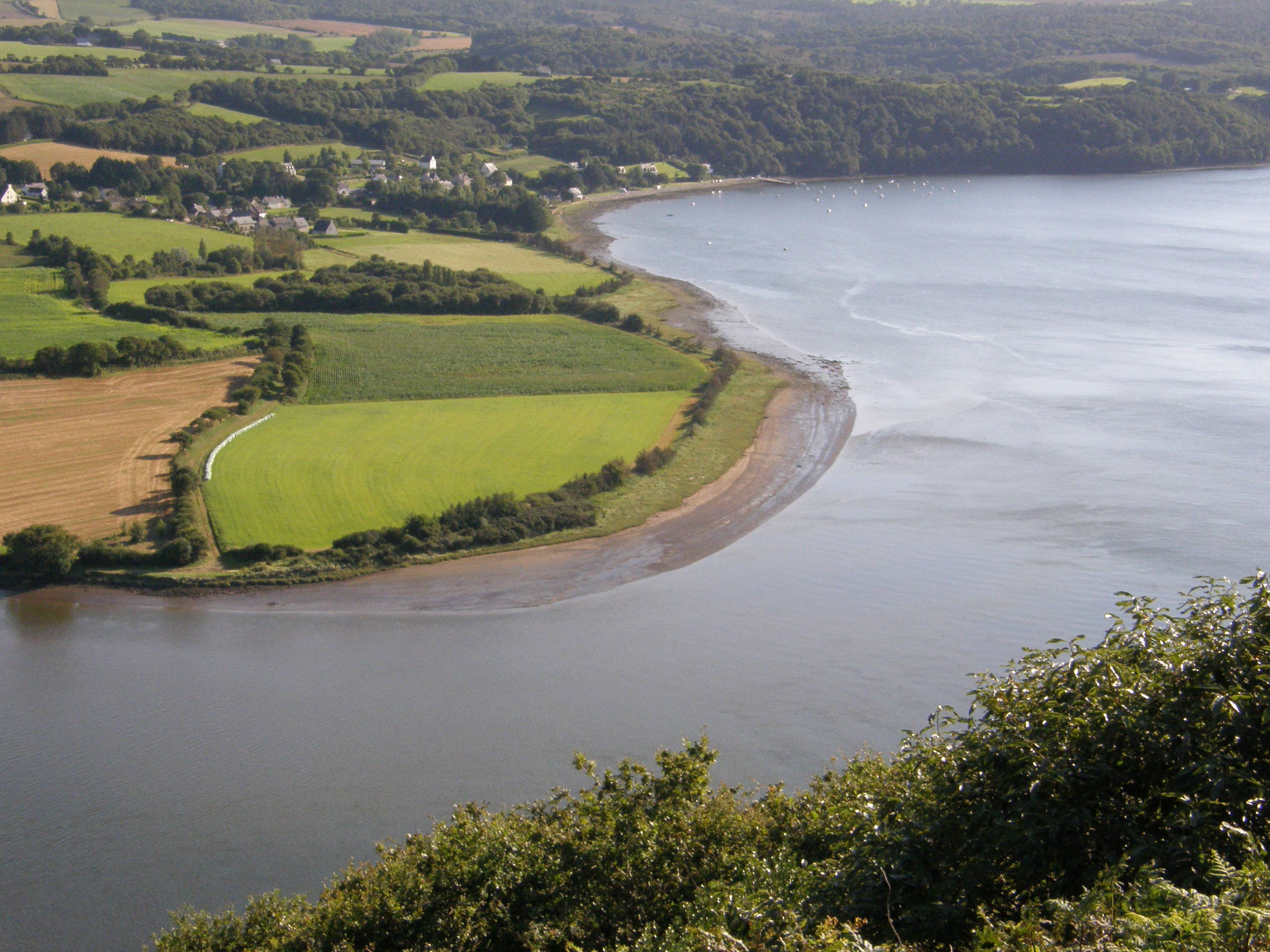
Barre de méandre.

Tout fluide, y compris l'eau, voit l’apparition de tourbillons lors de l’écoulement dans un coude. Dans un écoulement tourbillonnaire ou hélicoïdal, la vitesse du fluide est plus importante là où le rayon est plus faible et la vitesse du fluide est plus lente là où le rayon est plus grand. On peut citer par exemple les cyclones tropicaux, les tornades et le mouvement de rotation de l'eau lors de la vidange d’une baignoire sous forme de vortex par exemple. Dans le cas de l'eau qui s’écoule le long d'un coude, l'écoulement secondaire au niveau de la couche limite le long du plancher du cours d’eau ne circule pas parallèlement aux berges, mais coule en partie en travers du plancher vers l'intérieur du coude où le rayon de courbure est le plus petit. Cet écoulement secondaire de la couche limite est capable de balayer et charrier les particules libres, y compris le sable, le gravier, les petites pierres et d'autres objets immergés le long du plancher du cours d’eau vers la barre de méandre.
Il est aisé de faire l’expérience chez soi. Il faut pour cela remplir partiellement un bol circulaire ou une tasse avec de l'eau et saupoudrer un peu de sable, de riz ou de sucre dans l'eau. Mettre l'eau en mouvement circulaire avec une main ou une cuillère. Le flux secondaire va rapidement balayer les particules solides vers le centre du bol ou de la tasse. Intuitivement on pourrait penser que le flux primaire (vortex) balayerait les particules solides vers le pourtour du bol par centrifugation, mais l'écoulement secondaire concentre au contraire les particules vers le centre.
Dans des sections droites du cours d’eau, le courant suit des lignes plus ou moins linéaires et charrie du sable, du gravier et des pierres vers l’aval en ligne droite le long du lit de la rivière. Lorsque le courant entre dans un virage et qu’un écoulement vortex se forme, un flux secondaire apparaît en sus du flux primaire et le courant converge en partie vers la rive convexe (la berge intérieure). Le sable, le gravier et les pierres qui ont voyagé avec le courant linéaire jusqu’au coude se déposent alors sur la barre de méandre.
L’apparition du flux secondaire peut être expliquée de la manière suivante : en raison de la trajectoire circulaire du courant autour du coude de la rivière, la surface de l'eau est légèrement plus élevée près de la rive concave (la berge avec le plus grand rayon) que près de la rive convexe. Cette différence de hauteur de la surface de l'eau du cours d'eau provoque une différence de pression : la pression due au niveau d'eau est légèrement supérieure près de la rive concave que près de la rive convexe. Ce gradient de pression entraîne une mise en mouvement de la couche limite vers la rive convexe. C’est donc l’apparition de ce gradient de pression qui est susceptible d'entraîner la migration des sédiments vers la barre de méandre.
La banque concave est souvent une zone d'érosion. Le matériau érodé est entraîné et charrié sur le sol par le flux secondaire et peut se déposer en aval sur la barre de méandre à une distance réduite de son emplacement d'origine.
En raison des importantes forces de cisaillement dues à la faible profondeur de l’eau, les barres de méandre présentent l’aspect parfois trompeur d’un écoulement lent à proximité de la berge convexe. Cependant, dès que le lit s’enfonce un peu, là où le courant est moins influencé par la couche limite du lit, le courant circule plus rapidement.
Dans un ruisseau ou une rivière sinueuse, la vitesse de l'eau est lente et la turbulence faible. L'eau n’est pas capable d’entraîner par suspension le sable grossier ou le gravier. Cependant, les barres de méandres contiennent entre autres du sable grossier, du gravier, des pierres polies et d'autres objets. Ces matériaux ne sont pas transportés par suspension et abandonnés sur la barre de méandre mais sont charriés et roulés par le flux secondaire traversant le plancher du lit dans les méandres.

## Écoulement dans le méandre
On sait depuis plus d'un siècle que la structure de l'écoulement de base dans un coude de rivière est hélicoïdale. Les lignes de courant plus rapides près de la surface se déplacent vers la berge extérieure. La raison est que l'accélération centrifuge est plus importante que l'accélération centripète due à la surélévation de la surface libre. L'inverse est également vrai : lorsque l’écoulement est plus lent, l'accélération centripète est plus importante et le flux se déplace donc vers la rive intérieure. Dans des méandres artificiels de laboratoire présentant une courbure modérée et une section symétrique, l'hélice formée par l’écoulement occupe toute la largeur du canal. Dans les virages naturels, cet écoulement hélicoïdal peut être limité à la partie extérieure du canal si une barre de méandre faiblement immergée concentre l'écoulement vers l'extérieur de la courbe,,,. À l'extrémité aval du coude ce schéma est inversé et des quantités importantes de sédiments sont arrachées à la barre de méandre et sont transportées le long des creux d'une barre de méandre à l'autre. 
Les barres de méandre présentent généralement une pente douce et une eau peu profonde à proximité de la berge. En raison des contraintes de cisaillement, la faible profondeur de l'eau empêche l'eau d'atteindre une vitesse élevée à proximité immédiate de la barre de méandre. 
Dans un méandre dont la topographie du plancher ne varie pas, un écoulement secondaire vers l’extérieur à la surface et vers l’intérieur près du fond se forme sur toute la largeur du cours d’eau. Une faible profondeur de l’eau sur la barre de méandre dans la partie amont de la courbe pousse le noyau d’écoulement à haute vitesse vers l’extérieur du méandre. En effet, le transfert vers l'extérieur du moment cinétique qui se manifeste par un passage rapide de l’écoulement à grande vitesse de l'intérieur vers l'extérieur, contribue à une diminution de la contrainte de cisaillement le long du côté convexe du courant à l’approche du méandre par le flux. 
Dans les virages fortement incurvés une autre structure majeure du flux est souvent présente : un tourbillon de recirculation vers l’amont est généré par une séparation de l'écoulement, produisant une « zone morte » du flux inverse immédiatement passé le sommet de la barre de méandre,. 

## Transport solide
Une erreur consiste à considérer que la formation des barres de méandres est due uniquement à une diminution du transport solide en raison de la diminution des vitesses et de l'énergie des cours d'eau dans le virage. Dans un cours d’eau à faible vitesse d’écoulement, la différence de vitesse le long de chaque berge ne permet pas d’expliquer la différence observée entre les dépôts de la berge convexe et l’érosion de la berge concave. De même, ce type d’interprétation ne permet pas d’expliquer pourquoi les dépôts apparaissent uniquement dans les méandres et non dans les sections droites d’écoulement. 